# Fernand Carion
Fernand Carion, né à Wasmes le 29 août 1908 et mort à Pâturages le 15 décembre 1960, est un compositeur belge, chef d'orchestre et auteur de comédies originaire du Borinage.

## Biographie
Fernand Carion, né à Wasmes le 29 août 1908, est le fils Léon Carion, musicien amateur.
Il apprend le solfège dès l’âge de 8 ans. À dix-sept ans, il est admis comme clarinettiste à la musique du 1er régiment des Grenadiers de l'armée belge. Par la suite, il est clarinettiste solo au régiment des Guides.
Son père le fait entrer au Conservatoire royal de Mons  puis au Conservatoire royal de Bruxelles dont il obtient un premier prix en 1935.
Au cours de la Seconde Guerre mondiale, il est fait prisonnier lors de la Campagne des dix-huit jours en mai 1940. Il est emmené en Allemagne, au stalag de Görlitz. Il y prend la direction d'un orchestre composé d’éléments de valeur tel le violoncelliste Pasquier et le compositeur Olivier Messiaen. Rentré très malade au pays, il quitte l’armée et rentre dans la vie civile. 
Il devient professeur au Conservatoire royal de Mons et directeur de l'Académie de musique de La Bouverie pendant 14 ans. Il était également le directeur et chef d'orchestre de plusieurs harmonies dont la Royale Harmonie de La Bouverie et le directeur artistique de la Royale Philharmonie de Quaregnon.
En 1953, il participe à un concours pour doter la Wallonie d'une marche officielle. Il compose ainsi la Marche de la Wallonie qui est couronnée au XXe Gala du Folklore wallon au Palais des Beaux-Arts de Bruxelles.

## Sélection d'œuvres
- Foc à deux, comédie patoisante et chantante.
- Poème mystique.
- El Commissaire, comédie franco-boraine.
- Portique pour jeu de cirque.
- Le Poème du Hainaut, cantate sur un poème de Louis Piérard.
- Marche de la Wallonie, 1953.
- Jeux de Mons et du Borinage.